# Zsazsa Zaturnnah Ze Moveeh
Zsazsa Zaturnnah Ze Moveeh es una película musical de superhéroes filipina de 2006 dirigida por Joel C. Lamangan y escrita por Dinno Erece, basada en la novela gráfica de Carlo Vergara. La película está protagonizada por Zsa Zsa Padilla, BB Gandanghari, Chokoleit, Pops Fernandez y Alfred Vargas, y sigue a un esteticista filipino gay que, después de tragarse una roca espacial, queda imbuido de superpoderes.
La versión cinematográfica sigue de cerca la producción teatral realizada por Tanghalang Pilipino del PCCh bajo la dirección de Chris Millado.

## Trama
Ada, una esteticista gay de Filipinas, pasa sus días con su mejor amiga y asistente Didi. Una noche, mientras Ada se baña, un meteorito cae del cielo, atraviesa el techo del baño y la golpea en la cabeza. Ada le cuenta a Didi lo que pasó, y Didi la convence de que debería tragarse el meteorito/roca en caso de que le dé superpoderes, al igual que Darna. El dúo descubre la palabra Zaturnnah grabada en él. Convencido, Ada lo hace, luego grita "¡Zaturnnah!" y, en una bocanada de humo, se transforma en una voluptuosa mujer pelirroja. Sorprendido, Didi lo toma con calma y convence a Ada de averiguar si tenía superpoderes, lo cual hace. Ada decide adoptar el nombre de Zsazsa Zaturnnah para su personaje de superheroína.
Ada/Zaturnnah se encuentra con sucesos extraños por toda la ciudad, incluidos zombies y ataques de una rana gigante, pero con Didi y su interés amoroso Dodong a su lado. Más tarde, Zaturnnah se encuentra con seres del espacio exterior... mujeres del Planeta XXX llamadas Amazonistas, lideradas por la feroz reina Feminah Suarestellar Baroux, quien revela que, en su planeta, todos los hombres se transformaron en cerdos cuando las mujeres se rebelaron debido a siglos de opresión de los machos chovinistas. Invitan a Zaturnnah a unirse, sin conocer su verdadera identidad. Zaturnnah se niega, lo que enfurece a Feminah y la desafía a un duelo a muerte.
Se produce una furiosa batalla y al principio parece que están muy igualados. Feminah se lanza una vez más ante Zaturnnah, pero Zaturnnah no solo se niega, sino que regurgita el meteorito, volviendo instantáneamente a su forma masculina, y empuja la roca en la boca de Feminah, transformándola en un "cerdo macho", lo que incita a las Amazonistas a cazar. Impotente y débil, Ada se derrumba. Dodong llega y le rescata. Después de esto, Ada le confiesa su amor y él le corresponde. Luego la escena cambia a Ada recogiendo sus cosas y diciendo que se mudará a Manila. Dodong llega y le pregunta si podría unirse a él cuando se mude a Manila. Aunque al principio duda de su sinceridad, Ada está convencido.
Mientras la feliz pareja vive a orillas del río en Manila, otro meteorito cae del cielo y golpea a Ada.

## Reparto
- BB Gandanghari como Adrian "Ada"
- Zsa Zsa Padilla como Zsazsa Zaturnnah
- Chokoleit como Didi
- Alfred Vargas como Dodong
- Pops Fernandez como la reina Feminah Suarestellar Baroux
- Pauleen Luna como Aruba
- Alwyn Uytingco como Poldo
- Kitkat como Nora A.
- Digamos Alonzo como Vilma S.
- Giselle Sánchez como Sharon C.
- Glaiza de Castro como Dina B.
- Joy Viado como Krystal
- Minnie Aguilar como Aling Britney
- Christian Vásquez como Mang Justin
- Jim Pebanco como el padre Bernie